# Bright Lights (film 1925)
Bright Lights è un film muto del 1925 diretto da Robert Z. Leonard.
La sceneggiatura si basa sul racconto A Little Bit of Broadway di Richard Edward Connell apparso su Liberty dal 6 al 27 settembre 1924.

## Trama
Stanca della vita di città dove si guarda solo al denaro, Patsy Delaney lascia il cabaret dove lavora per ritornarsene al paesello, da sua madre. Qui, si mette ad amoreggiare con Tom, un ragazzo di campagna dai sani principi, così diverso dagli uomini che lei ha frequentato fino a quel momento. Ma Tom, il campagnolo, non si sente all'altezza degli amici di Patsy, sofisticati ed eleganti. Così si mette a scimmiottare le pose snob dei cittadini, mandando a rotoli la sua storia con Patsy. Un amico della ragazza consiglia allora Tom di ritornare ad essere il bravo e semplice ragazzo di prima se vuole riconquistare il cuore della sua bella.

## Produzione
Il film, che inizialmente aveva il titolo di A Little Bit of Broadway come il racconto originale da cui prende spunto, fu prodotto dalla Metro-Goldwyn-Mayer (MGM).

## Distribuzione
Il copyright del film, richiesto dalla Metro-Goldwyn-Mayer, fu registrato il 1º dicembre 1925 con il numero LP22058. Il 15 novembre, a New York si era tenuta la prima del film che poi venne distribuito nelle sale il 29 novembre.
Non si conoscono copie ancora esistenti della pellicola che viene considerata presumibilmente perduta.